# 英国政治
英國的政治框架是君主立宪制之下的議會民主，其中英國君主是國家元首，現任為國王查爾斯三世，而首相是政府首長，現任為施紀賢，行政權由英國政府行使代表君主，並經過君主的同意。立法權屬於英国议会，以及蘇格蘭議會、威爾斯議會和北愛爾蘭議會。司法權獨立於行政和立法機關，最高法庭是英国最高法院。
英国没有成文的宪法，但包括成文法、普通法、宪政惯例和權威著作（works of authority）的各种淵源具有宪法的作用，共同组成了不成文的英国宪法。

## 君主

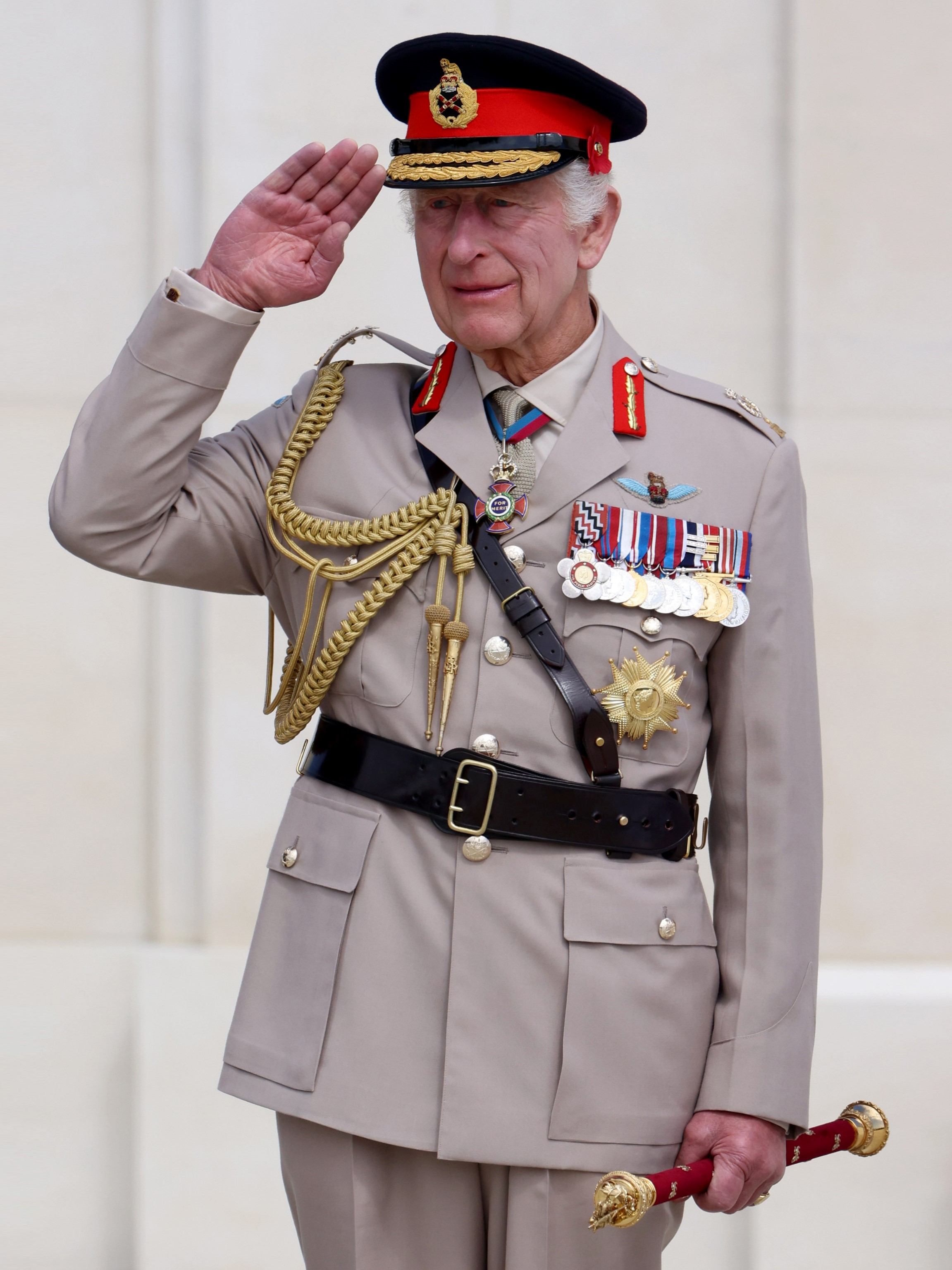
查爾斯三世
現任英国君主：
於2022年9月8日即位

英国的國家元首是君主，即国王（女性君主即女王），在名义上，君主是国家元首、最高司法长官、武装部队总司令、英格兰教会最高领袖，也参加立法机关活动。但由于采用君主立宪制，英王在现实政治生活中主要扮演礼仪性角色，国家不由君主统治，而是由民主选举产生后的第一大党领袖，获君主授权为首相后组建政府来治理，君主可以对首相进行“建议”，但不能干预首相和内阁进行施政。英国君主只扮演一些礼仪性的角色，如召开议会并可代政府致辞。
國王查爾斯三世是现任英国君主，从2022年9月8日即位以来在位至今，他的長子威爾斯親王威廉，是王位的第一继承人。
根据英国未成文宪法，君主（至少法律上）享有以下权力：
国内权力
- 罢免和任命首相
- 解雇和任命其他部长
- 召集和驱散议会
- 御准或拒准法案（使法案有效和合法）
- 任命武装部队军官
- 指挥联合王国武装部队
- 任命英王顾问成员
- 签发和撤回护照
- 给予宽恕的特权（虽然死刑被废除，但这种权力仍可被用来改判）
- 授予荣誉的权力
- 通过皇家宪章创建公司

对外权力
- 批准和订立条约
- 宣布战争与和平
- 在海外部署军队
- 承认新的国家
- 派遣和接纳外交官

## 政府
英国政府正式名称为“国王陛下政府”或“女王陛下政府”（取决于在位君主），负责英国的行政功能。首相为政府首脑，由英国君主任命，但是依惯例此人必须是下议院中最有可能获得下议院支持的议员。首相获任命后再挑选其他部长和行政首脑，组成政府。大约20名政府部长和首相本人组成内阁。
政府对议会负责，回答议会质询。政府提出的任何议案如果未获议会通过，就将可能面临议会的不信任动议，而这项不信任投票一旦通过则将迫使首相宣布辞职，或解散议会重新举行大选。实践中，各政党指任一名“党鞭”，以保证所有该党的议员根据党的政策投票。这确保了一个在下议院中有较大比例优势的政党能够组成一个稳定的政府。但是一个只在下议院拥有微弱多数的政党组成政府，甚或是一个多党组成的联合政府，就会比较脆弱。

### 首相
1721年，由於來自漢諾威的英王喬治一世不擅长流利英語，於是任命内阁重臣罗伯特·沃波尔为“第一财政大臣”，代替英王處理政務。这被认为是历史上首位实际上的英国首相，而自此首相一職亦由第一财政大臣兼任。但直到1905年的亨利·甘貝爾-班納曼在任命敕令上，“首相”(Prime Minister)一职才终于获得承认，成为官方的政府首脑。而逐渐地，首相也形成了由每次下议院大选后的第一大党领袖出任的习惯。
在此之后，首相的权力不断得到加强，开始从内阁的首位改变成直接决定政策，并可以随意改组及任免内阁大臣，例如：貝理雅甚至被认为是以“总统式”（英語：A Presidential PM）的风格管理政府，而之前的戴卓爾夫人等也被认为有这样的倾向。

## 國會

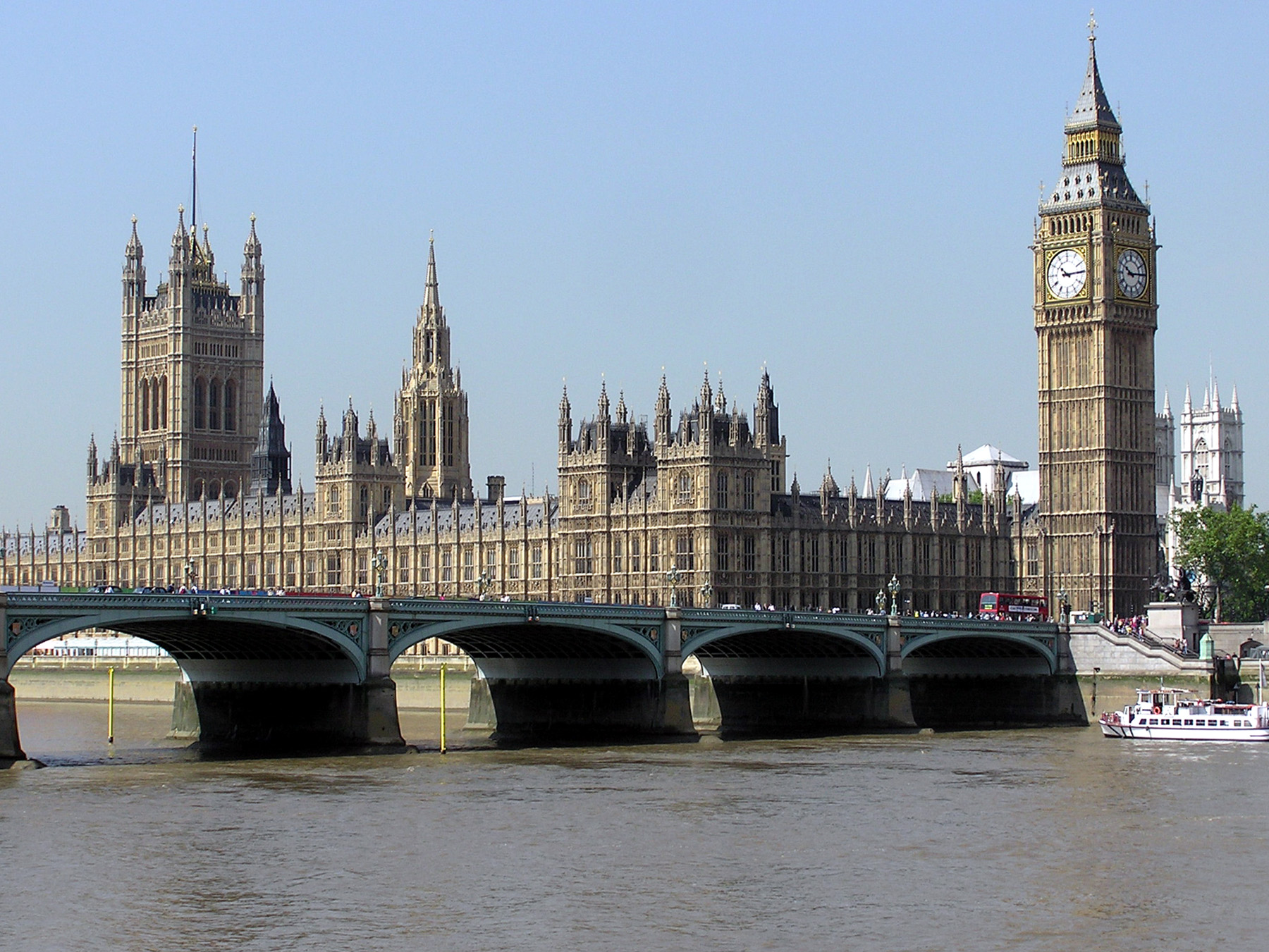
英国议会大厦
威斯敏斯特宫（首都伦敦）

议会是英国政治的中心舞台，它是最高立法机关，政府就是从议会中产生，并对其负责。英国的国会为两院制，由上议院和下议院组成。

### 下议院
英国全国被划分为许多个选民人数基本相同的选区（选区的划分由一个独立的委员会决定），每个选区选举一名下议院议员。大多数选区议员是一个政党的成员，但是无政党背景的人士也可以参加选举，而且在正式法律中政党并不拥有十分重要的地位。
几乎所有时候在下议院总有一个拥有绝对多数的政党。该党的领袖被君主任命为首相。下议院第二大党的领袖则成为反对党领袖。
议会中一般都会有一个超过半数的政党，这要归功于英国采用的简单多数制投票制度（由于缺少比例代表制机制，政党之间的差距容易被扩大，因此佔优势的政党很难不获得超过多数席位）。这也使得多党联合政府出现的可能性变小。一般情况下英国君主会询问那位将组政府的未来首相，他的政府是否可能在下议院生存下来，而在一个政党佔多数的情况下这不会是一个问题。但在特殊情况下君主会要求一名议员“组成一个获得议会多数支持的政府”1，这时一个未获下议院半数议席的政党就必须组成一个多党联合政府。但后一种情况只在战争时期出现过。2010年5月大選後的政府則是由保守黨和自由民主黨組成的聯合政府。需要注意的是政府的组成不需要下议院的投票，而只需要英国君主的任命。对议会开幕时君主的致词投票是议会所获得的第一个对新政府表达意见的机会。

### 上议院
上议院曾经是一个世袭的貴族议院，但是目前英国正在对上议院进行重大改革，现在的上议院成员有部分还是世袭贵族，其他则是获任命的议员（所谓終身貴族，即他们无法将贵族头衔传给后代）。上议院有权审查下议院通过的法案，并通过必要的修正案，还可以要求推迟它不赞成的立法，最长可达一年。一般而言政府都会接受上议院提出的修正案，以节省时间，并避免发生两院冲突的窘境。
在英國最高法院成立前，上议院也是英国的最高申诉司法机构，但事实上只有极少部分的上议院议员（司法貴族，Law Lords）拥有司法仲裁权。

## 公共服务
公共服务机构是政治中立的组织，协助政府处理行政事务。公共服务的主要组成部分由政府的内政部门管辖，每个主要部门都有一名内阁大臣负责。大多数政府部门总部都设在伦敦一条名叫“白厅”的街上，或周围。因此，“白厅”逐渐成为英国公共服务部门的代名词。而首相的辦公室主要便是在唐寧街10號。

## 權力下放
英国被认为是一个权力下放的单一制国家，这与联邦制国家是不同的。
蘇格蘭、威爾士和北爱尔兰拥有自己的自治行政及立法機關。這些立法機關都是一院制，按照比例代表制或附帶席位制选举产生。在這三國，權力下放事項由自治機關負責，保留事項則由中央負責。三个國家的下放和保留事項各不相同。它们的具体权责范围可由英国议会决定增大或缩小。
倫敦擁有直選的倫敦市長，以及不具立法權的倫敦議會，負責監督市長及其施政團隊。

## 地方政府
四個構成國被分为许多地方当局（Local Authorities），地方当局再分为许多地方選區。在地方选举（一般在每年的5月举行，英格蘭各地区的选举会错开举行，而威爾斯、蘇格蘭和北愛爾蘭則分別会集中在同一年）中，每个地方選區选举一名或多名代表（地方议会议员，Councillor）参与地方当局。
地方当局负责有关教育、住房，社会福利，公共交通，消防，垃圾收集，规划，环境健康，图书馆，以及公共空间的管理。它们是最基层的权力机构。
地方当局的主要财政来源是英國政府（英格蘭）、威爾斯政府、蘇格蘭政府或北愛爾蘭行政院，20%来源于地方当局征收的房产税。

## 選舉
英国使用多种不同的选举制度。目前，英国的国会大选、倫敦市長和英格蘭聯合管理局市長選舉、英格蘭和威爾斯的地方選舉、英格蘭和威爾斯的警察及犯罪事務專員選舉采用的是简单多数制（First Past the Post）。蘇格蘭議會、威爾斯議會（至2021年選舉）和倫敦議會選舉使用的是联立投票制（Additional Member System）。北愛爾蘭議會選舉、北爱尔兰地方选舉和蘇格蘭地方選舉使用的则是单记可让渡投票制（Single Transferable Vote）。封閉式政黨名單比例代表制（Party List Proportional Representation）曾經在脫歐前的欧洲议会选举使用、也將在自2026年起的威爾斯議會選舉使用。
由于简单多数制所产生的对选票差距的扩大作用，在过去的几次国会选举中，一个获得40%左右选票的政党平均可分配到英国下议院60%左右的席次。自1935年斯坦利·鲍德温领导的保守党获得大胜以来就没有第二个政党在全国范围内获得超过50%的选票。总得票数较少的政党却在国会中拥有更多席位的情况自二战结束以来倒发生了两次。出现这种不正常情况的原因是，英国拥有多党的民主制度，因此在单一选区中，一名候选人可能以少过半数的得票而赢得胜利。
对选举制度的改革一直是政治议程上重要的一项，但自1998年10月詹金斯委员会所提出的采用联立投票制的建议遭政府忽视以来，政府并未进行其他任何试图改革选举制度的尝试。在可预见的未来，政府将不太可能对选举制度做出重大修改，除非选民结构发生根本性变化而导致政府丧失在国会的压倒性优势。
国会选举的投票率时有变动，2017年投票率为68%，但2024年仅为59%。

## 政黨
在英国大部分地区都有三大主要政党并立，但在北爱尔兰，这些政党都没有明显的优势，其中的两个全國性政黨（工党和自由民主党）甚至不會在北爱尔兰推举候选人。这三大政党自1678年以来就交替执政过。
除北愛爾蘭外，英國的主要三大政黨有：
- 保守黨（正式名称为保守与统一党）
- 工黨
- 自由民主黨

除了三大政黨外，以下政黨亦在下議院中設有议席：
- 苏格兰民族党

- 英國改革黨
- 英格蘭和威爾斯綠黨
- 威爾斯黨

北愛爾蘭的政黨有：
- 新芬黨[1][2]
- 民主統一黨
- 北愛爾蘭聯盟黨
- 阿爾斯特統一黨
- 社會民主工黨
- 傳統統一之聲
- 人民先於利潤